# Artists and Models (1937)
Artists and Models é um filme estadunidense de 1937, do gênero comédia musical, dirigido por Raoul Walsh. Ken Wlaschin cita-o como um dos dez melhores filmes de Jack Benny, ator mais lembrado por seu trabalho no rádio e na televisão.
O filme recebeu uma indicação para o Oscar de Melhor Canção, por Whispers in the Dark, de Friedrich Hollaender e Leo Robin.

## Sinopse
O publicitário Mac Brewster promete a seu melhor cliente, Alan Townsend, que a rainha de um baile beneficente sairá de sua agência. Mac namora a modelo Paula Sewell, que trabalha para Townsend, e lhe diz que o título será dela; Alan, porém, prefere que a escolhida seja uma amadora sem experiência, e oferece a chance a Cynthia Wentworth, que está envolvida justamente com caridade. Paula, então, procura conquistar Alan, enquanto Mac acaba por se apaixonar por Cynthia.

## Elenco
| Ator/Atriz    | Personagem        |
| ------------- | ----------------- |
| Jack Benny    | Mac Brewster      |
| Ida Lupino    | Paula Sewell      |
| Richard Arlen | Alan Townsend     |
| Gail Patrick  | Cynthia Wentworth |
| Ben Blue      | Jupiter Pluvius   |
| Judy Canova   | Toots             |
| Donald Meek   | Doutor Zimmer     |
| Hedda Hopper  | Senhora Townsend  |

## Principais prêmios e indicações
| Prêmio | Categoria(s) Indicada(s) | Categoria(s) Premiada(s) |
| ------ | ------------------------ | ------------------------ |
| Oscar  | Melhor Canção            | ---                      |

[carece de fontes?]